# Kajto
Kajto (pronunciado /ˈkai̯.to/ⓘ) es un grupo de música esperantista de Frisia (Países Bajos).
Kajto (que significa "Cometa" en español) fue el nombre adoptado por el grupo de folk Kat yn 't Seil en 1988 por sus aportaciones al material esperantista.
En el 2004 el grupo fue premiado por la Fundación FAME por su contribución a la música esperantista.

## Discografía
- 1989 - Flugdrako
- 1991 - Procesio Multkolora
- 1993 - Tohuvabohuo
- 1999 - Masko
- 2004 - Lokomotivo, rulu nun!